# Liste der Baudenkmäler in Paunzhausen

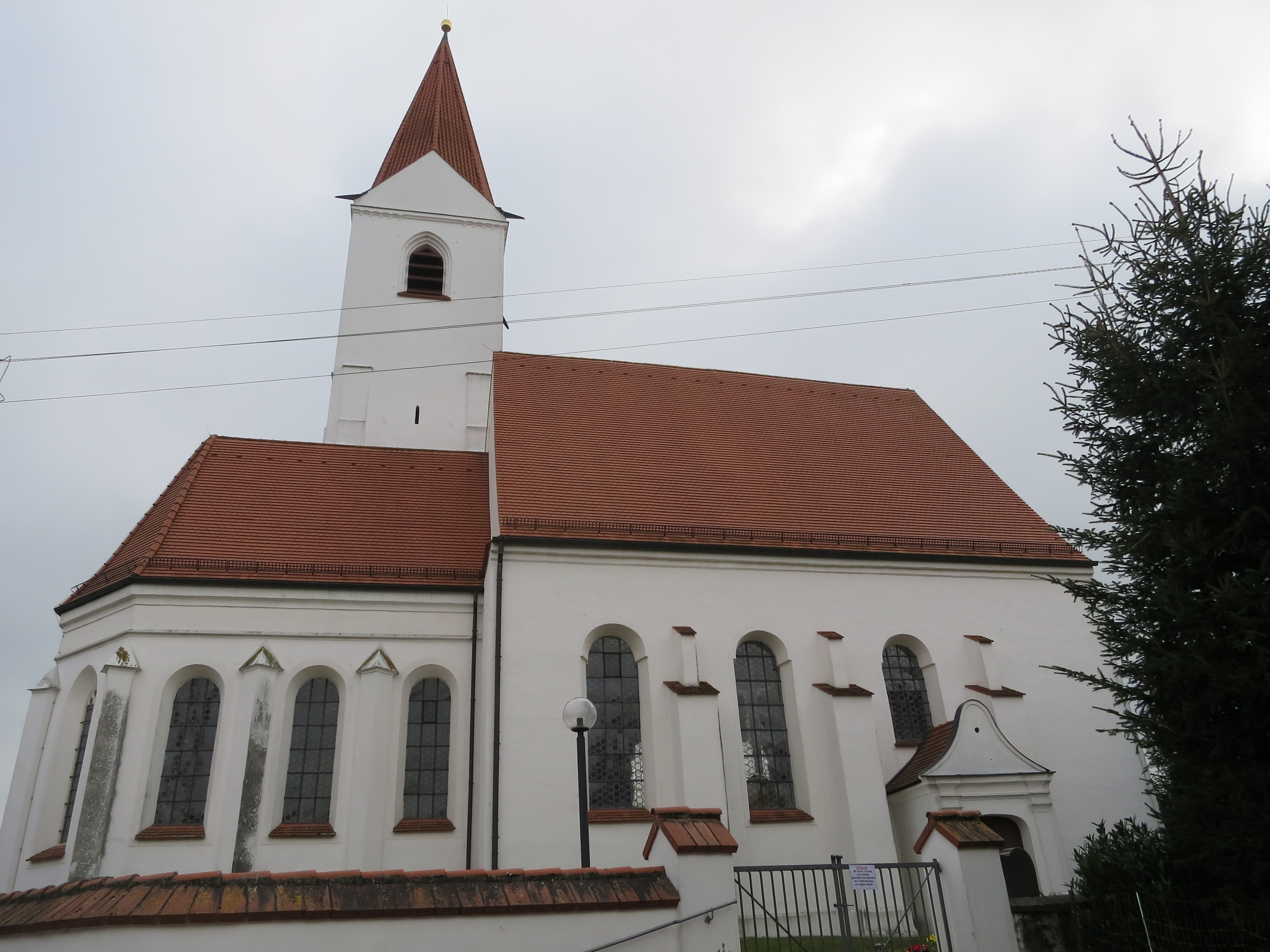
Mariä Himmelfahrt in Johanneck

Auf dieser Seite sind die Baudenkmäler in der oberbayerischen Gemeinde Paunzhausen zusammengestellt. Diese Tabelle ist eine Teilliste der Liste der Baudenkmäler in Bayern. Grundlage ist die Bayerische Denkmalliste, die auf Basis des Bayerischen Denkmalschutzgesetzes vom 1. Oktober 1973 erstmals erstellt wurde und seither durch das Bayerische Landesamt für Denkmalpflege geführt wird. Die folgenden Angaben ersetzen nicht die rechtsverbindliche Auskunft der Denkmalschutzbehörde.

## Baudenkmäler nach Ortsteilen

### Paunzhausen
| Lage                      | Objekt                                | Beschreibung | Akten-Nr.    | Bild           |
| ------------------------- | ------------------------------------- | --- | ------------ | -------------- |
| Am Kirchberg 5 (Standort) | Katholische Pfarrkirche St. Stephanus | Spätbarocker Saalbau mit angefügter Sakristei und Chorflankenturm, errichtet 1828/9; mit Ausstattung                                             | D-1-78-150-1 | weitere Bilder |
| Fasanenweg 5 (Standort)   | Ehemaliges Bauernhaus                 | Erdgeschossiger Einfirsthof mit Greddach und Putzgliederung, nach 1825 Ehemaliger Stallstadel, hoher erdgeschossiger Satteldachbau, gleichzeitig | D-1-78-150-2 | BW             |

### Johanneck
| Lage                    | Objekt                                     | Beschreibung | Akten-Nr.    | Bild           |
| ----------------------- | ------------------------------------------ | --- | ------------ | -------------- |
| Johanneck 21 (Standort) | Ehemaliges Pfarrhaus                       | Zweigeschossiger Satteldachbau mit Putzgliederung und Stuckdecken im Inneren, 1. Hälfte 18. Jahrhundert | D-1-78-150-5 | weitere Bilder |
| Johanneck 23 (Standort) | Katholische Filialkirche Mariä Himmelfahrt | Spätgotischer Saalbau mit polygonalem Chorschluss und mächtigem sechsgeschossigem Chorflankenturm, gestiftet 1466, Ausbau und Barockisierung nach Brand 1640 und 1711, Turm spätes 16. Jahrhundert und 1777; mit Ausstattung Friedhofsmauer | D-1-78-150-4 | weitere Bilder |

### Walterskirchen
| Lage                         | Objekt                                      | Beschreibung | Akten-Nr.    | Bild           |
| ---------------------------- | ------------------------------------------- | --- | ------------ | -------------- |
| Walterskirchen 21 (Standort) | Katholische Filialkirche Hl. Dreifaltigkeit | Spätgotischer ursprünglich unverputzter Backsteinbau mit eingezogenem Polygonalchor und angefügter Sakristei, Ende 15. Jahrhundert, Turm mit barocker Zwiebelhaube des späten 17. Jahrhunderts; mit Ausstattung | D-1-78-150-6 | weitere Bilder |

### Wehrbach
| Lage                            | Objekt     | Beschreibung | Akten-Nr.    | Bild |
| ------------------------------- | ---------- | --- | ------------ | ---- |
| Wehrbacher Straße 26 (Standort) | Hofkapelle | Kleiner Massivbau mit eingezogenem geradem Chorabschluss und Mariengrotte, 19./20. Jahrhundert; mit Ausstattung | D-1-78-150-7 | BW   |

## Ehemalige Baudenkmäler
In diesem Abschnitt sind Objekte aufgeführt, die früher einmal in der Denkmalliste eingetragen waren, jetzt aber nicht mehr. Objekte, die in anderem Zusammenhang – also z. B. als Teil eines Baudenkmals – weiter eingetragen sind, sollen hier nicht aufgeführt werden. Aktennummern in diesem Abschnitt sind ehemalige, jetzt nicht mehr gültige Aktennummern.

| Lage                                           | Objekt                | Beschreibung                                        | Akten-Nr.    | Bild |
| ---------------------------------------------- | --------------------- | --------------------------------------------------- | ------------ | ---- |
| Paunzhausen Pfaffenhofener Straße 6 (Standort) | Ehemaliges Bauernhaus | Erdgeschossiger Einfirsthof mit Greddach, nach 1825 | D-1-78-150-3 | BW   |